# Xufa de València

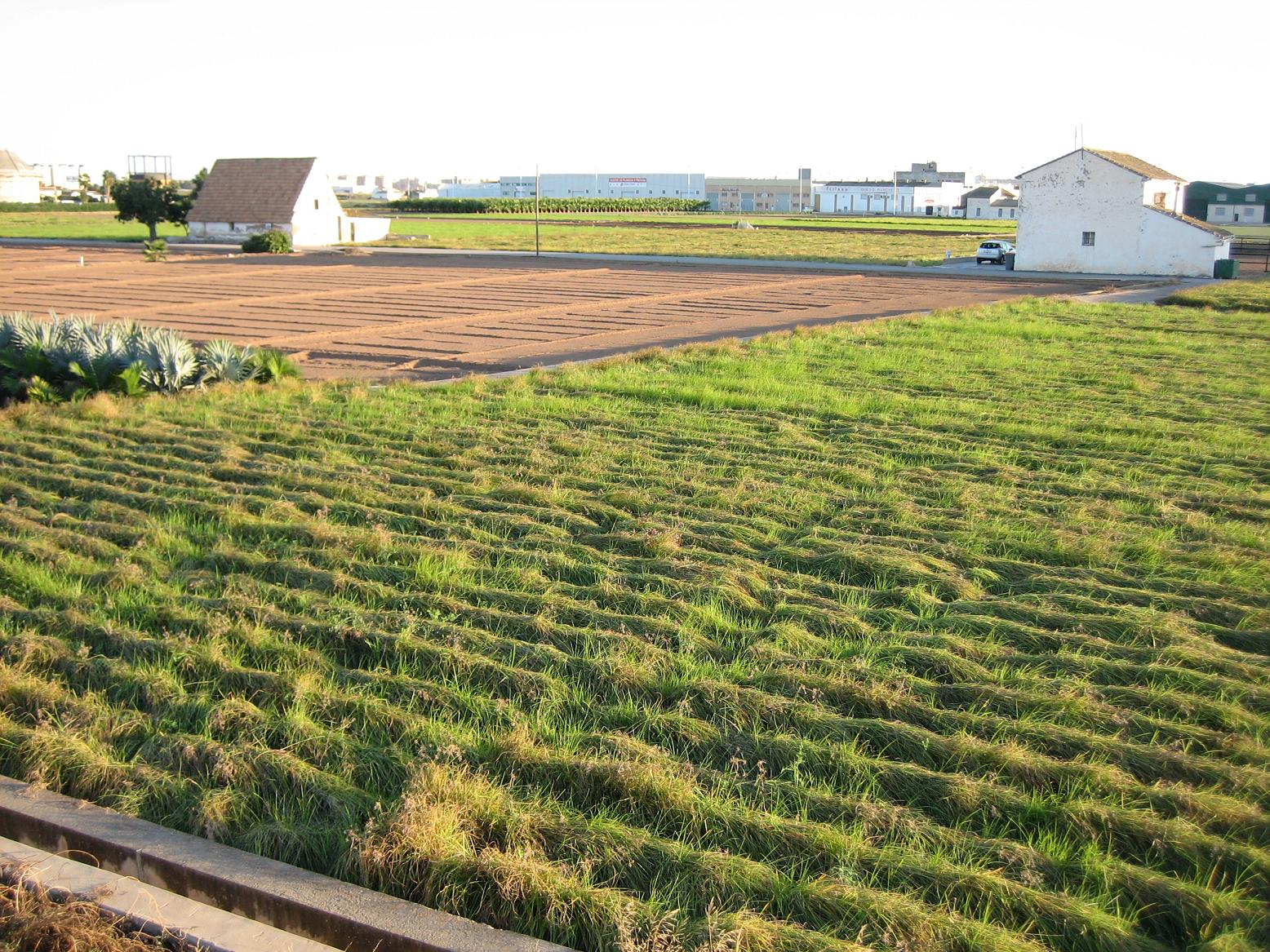
Camp de xufes a Alboraia.

Seqüència d'imatges mostrant el cultiu de la xufa.

Xufa de València és una denominació d'origen protegida (DOP), aprovada l'any 1995, per protegir la xufa produïda tradicionalment a l'horta de València i els municipis del voltant, la qual és utilitzada majoritàriament per fer l'orxata.
El reglament de la DOP estableix les característiques i els requisits de les xufes, tals com la varietat de xufa, la zona de producció, les pràctiques de cultiu, la recol·lecció, el llavat, l'assecatge, la selecció i l'envasament.

## Varietat
La xufa de València és una única varietat de xufa: Cyperus esculentus L. var. sativus Boeck.

## Zona de producció

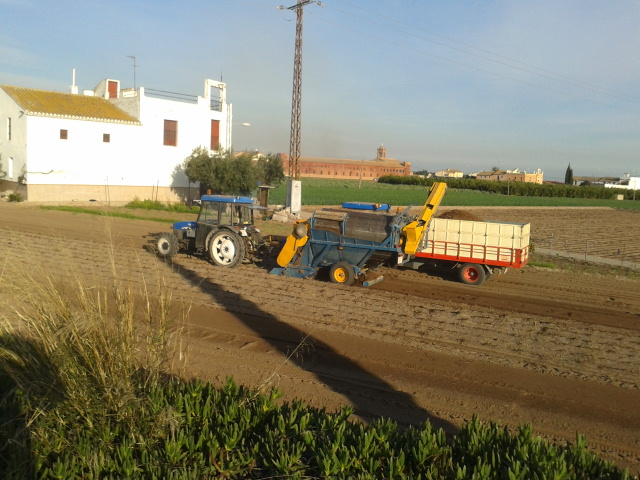
Recollint al xufa a Meliana

La xufa de València es produeix als següents termes municipals: Albalat dels Sorells, Alboraia, Albuixec, Alfara del Patriarca, Almàssera, Bonrepòs i Mirambell, Burjassot, Emperador, Foios, Godella, Meliana, Massalfassar, Montcada, Museros, Paterna, Rocafort, Tavernes Blanques, València i Vinalesa.

## Tipus
Respecte a la forma dels tubercles de la xufa, predominen la llargueta (les de forma allargada) i l'ametlla (les de forma arredonida).
Les xufes poden classificar-se en els següents tipus: 
- Xufa tendra, acabada de recol·lectar i de llavar.
- Xufa seca, sotmesa a les operacions de llevat i assecatge. La xufa seca es classifica com:
  - Xufa seca colliter, de calibre mínim de 5 mil·límetres.
  - Xufa seca gransa, de calibre mínim de 7,5 mil·límetres.

## Característiques
Les característiques dels tubercles en fresc són:
- Pes: Entre 0,45 i 0,80 grams per unitat.
- Llarg: Entre 0,9 i 1,6 centímetres.
- Ample: Entre 0,7 i 1,1 centímetres.

La composició en percentatge del pes en sec és:
- Sucres: Entre 11 i 17,5%.
- Greixos: Entre 23 i 31%.
- Proteïnes: Entre 6,5 i 12%.
- Midó: Entre 25 i 40%.